# Wolfgang Trapp
Wolfgang Trapp (* 1. srpna 1957, Hattersheim am Main) je bývalý německý fotbalista, obránce a záložník.

## Fotbalová kariéra
V německé bundeslize hrál za Eintracht Frankfurt, SV Darmstadt 98, Kickers Offenbach a Karlsruher SC, nastoupil ve 189 utkáních a dal 12 gólů. S Eintrachtem Frankfurt vyhrál v roce 1981 DFB-Pokal. V nižších soutěžích hrál i za SG Union Solingen. V Poháru vítězů pohárů nastoupil ve 3 utkáních a v Poháru UEFA nastoupil v 9 utkáních. V roce 1980 vyhrál Pohár UEFA s Eintrachtem Frankfurt. 

## Ligová bilance
| Ročník                                    | Zápasy | Góly | Klub                |
| ----------------------------------------- | ------ | ---- | ------------------- |
| Německá fotbalová Bundesliga 1977/1978    | 2      | 0    | Eintracht Frankfurt |
| Německá fotbalová Bundesliga 1978/1979    | 13     | 0    | Eintracht Frankfurt |
| Německá fotbalová Bundesliga 1979/1980    | 8      | 0    | Eintracht Frankfurt |
| Německá fotbalová Bundesliga 1980/1981    | 19     | 0    | Eintracht Frankfurt |
| Německá fotbalová Bundesliga 1981/1982    | 8      | 0    | Eintracht Frankfurt |
| Německá fotbalová Bundesliga 1981/1982    | 19     | 0    | SV Darmstadt 98     |
| 2. německá fotbalová Bundesliga 1982/1983 | 24     | 9    | SV Darmstadt 98     |
| Německá fotbalová Bundesliga 1983/1984    | 32     | 5    | Kickers Offenbach   |
| 2. německá fotbalová Bundesliga 1984/1985 | 14     | 1    | Kickers Offenbach   |
| 2. německá fotbalová Bundesliga 1984/1985 | 9      | 0    | SG Union Solingen   |
| 2. německá fotbalová Bundesliga 1985/1986 | 28     | 3    | Karlsruher SC       |
| 2. německá fotbalová Bundesliga 1986/1987 | 34     | 3    | Karlsruher SC       |
| Německá fotbalová Bundesliga 1987/1988    | 31     | 0    | Karlsruher SC       |
| Německá fotbalová Bundesliga 1988/1989    | 32     | 7    | Karlsruher SC       |
| Německá fotbalová Bundesliga 1989/1990    | 21     | 0    | Karlsruher SC       |
| Německá fotbalová Bundesliga 1990/1991    | 4      | 0    | Karlsruher SC       |
| CELKEM Německá fotbalová Bundesliga       | 189    | 12   |                     |
| CELKEM 2. německá fotbalová Bundesliga    | 109    | 16   |                     |